# Klikttjärnen (Ore socken, Dalarna)
Klikttjärnen är en sjö i Rättviks kommun i Dalarna och ingår i Dalälvens huvudavrinningsområde. Sjön har en area på 0,0378 kvadratkilometer och ligger 287,3 meter över havet.

## Delavrinningsområde
Klikttjärnen ingår i det delavrinningsområde (679611-145960) som SMHI kallar för Mynnar i Tenningån. Medelhöjden är 297 meter över havet och ytan är 16,74 kvadratkilometer. Det finns inga avrinningsområden uppströms utan avrinningsområdet är högsta punkten. Vattendraget som avvattnar avrinningsområdet har biflödesordning 4, vilket innebär att vattnet flödar genom totalt 4 vattendrag innan det når havet efter 367 kilometer. Avrinningsområdet består mestadels av skog (86 procent). Avrinningsområdet har 0,2 kvadratkilometer vattenytor vilket ger det en sjöprocent på 1,2 procent.